# ベトナムの歴史
ベトナムの歴史（ベトナムのれきし、ベトナム語：Lịch sử Việt Nam／歷史越南）では、ベトナムの多数民族であるキン人を中心としたベトナムの歴史について扱う。中世以前の南ベトナムについてはチャンパ王国で詳しく扱う。

## 概要
有史以降、ベトナムの北部はキン族、南部はチャム族をそれぞれ中心とする、君主制の国家が存在していた。現在の中国と国境を接する北部は、紀元前111年に、当時前漢の武帝の代であった中華王朝の攻撃を受けて領土を併合され、以降、何度かの短期間の反乱・独立を経ながらも、その後1000年近くに渡って中華王朝に服属する時期が続いた。
その後、中華にて唐が衰退し各地の軍閥が独立していき、やがて唐が滅亡し五代十国時代と呼ばれる乱世に突入すると、この流れに際してベトナム北部では最初に曲一族、一度南漢に併合されるも次いで曲一族の部将の楊廷芸が、現地で節度使を称して独立した勢力を築く。楊廷芸は部下の矯公羨に暗殺されるが、これを討った呉権は軍閥の長である節度使を名乗らず、王を称して軍事のみならず政治・外交等の決定権を持つ朝廷を築いた。これが呉朝の成立とされる。
呉権の死後、呉朝の混乱による群雄の一人であった丁部領は、呉朝の末裔であった呉昌文を服従させ、他の群雄らをも降してベトナム北部を統一し、皇帝を称して丁朝を建国した。これ以降のベトナム北部の諸王朝の君主は、対内的には皇帝を名乗る一方、中華の諸王朝に対しては皇帝より一段下の王を称して下手に出る、という二重制度（外王内帝）が一般的となった。
その後ベトナム北部は、1407年～1427年の中華王朝の明による支配の期間を除いて、複数の勢力が並立した期間なども含めて独立を保った。この間に北部の諸王朝は、時間を掛けながら徐々にベトナム南部のチャンパ王国の勢力を呑み込んでいき、阮朝の代であった1832年にはチャンパ王国は完全に消滅し併合された。
その後はコーチシナ戦争を経て、フランスによる占領期に入るも、第二次世界大戦の終戦後の1946年に北部ではホー・チ・ミンの独立運動によってベトナム民主共和国（北ベトナム）が成立し、対してフランス政府は南部でコーチシナ共和国、ベトナム国と親フランス体制の国家を擁立した。第一次インドシナ戦争によって北ベトナムに敗れたフランスが撤収すると、南部はベトナム共和国（南ベトナム）へと体制を転換したが、北ベトナムの共産化を危惧したアメリカは南ベトナムの軍事支援を行い、後のベトナム戦争へと繋がった。この悲惨な戦争の末に勝利した北ベトナムは南ベトナムを併合し、現在のベトナム社会主義共和国が成立した。

## 原始
旧石器時代
- 最古の人類 - 約40～30万年前の地層からタムハイのタムクエン洞窟（ランソン省）で最古の人類（原人）の歯が発見された。
  - クアンイエンのド山（タインホア省）、スアンロク（ドンナイ省）など多くの場所で打製石器や剥片石器が発見されている。
- 約30,000 - 20,000年前 - ホモ･サピエンス（新人）の段階では、グオム石窟（タイグエン省）、ソンヴィー（フート省）、ライチャウ省、ソンラ省、バクザン省、タインホア省、ゲアン省で遺跡が発見されている。打製石器を使用し、移動しながら生活をしていた時代であったと推定される[1]。

新石器時代
- 約10,000年 - 4,000年前 - ホアンビン、バクソン、クインバン、ハロン、バウチョーの洞窟から磨製石器（短斧・有肩石斧などの刃先を研磨した道具）、礫石器、骨角器が、バクソン、クインバン、ハロンからは土器や石製の鋤・鍬が見つかっている。この時代には、様々な石材を用いて斧・縦斧（刃の片方だけを磨いている斧）・磨石などが作られた。また、竹・木・骨・角なども使用して道具が作られるようになった。
- 自然の採集活動の他にも農耕を行うようになり野菜・豆・カボチャ・ひょうたんなども栽培され、食物に供されるようになった。また、土器の出現により色々な食物・肉類の煮沸が可能となり食生活の改善に繋がったのではないか。さらに、穀類や堅果類を保存することができるようになり食生活豊になり、生活も向上したと考えられる。豚などの畜産や犬などの家畜も飼育されるようになった。
- 食糧の供給が安定してくると集団で定住するようになり、人口も増えてきて同じ血統の人々が一緒に生活するようになり社会が構成されるようになった。母系制氏族社会ができ、数千年の間続いた[2]。

## 古代
- 文郎国（ヴァンラン国, Văn Lang） - 伝説上 - 紀元前8世紀から紀元前7世紀頃、北部と北中部にある大河川のデルタ地域に大きな部落（チェンやチャーと呼ばれた）が幾つか形成されるようになった。これらの中で豊かな者と貧しい者の格差が生じた。その差は次第に大きくなっていった。水稲稲作農業が始まっていた。洪水から収穫を守るために指導する人が必要になった。さらに、他の部族との衝突や部落内での衝突が起こった。このような中で文郎国が誕生した[3]。なお、ベトナム史略では紀元前2879年に赤鬼国、文郎国が興ったと書かれており[4]、ベトナム人の間では初代雄王の即位をこの年とする「ベトナム5千年の歴史」という言い回しが存在する。
- 甌雒（アウラク, Âu Lạc） - （前257年 - 前207年）、その実在について論争のないベトナム史上の国家である[5]。もと中国古蜀の王族である蜀泮（トゥクファン）が[6]、古蜀が秦に滅ぼされた後、流浪の末に現在の中国の四川省からベトナム北部のデルタ地帯に到達し、山岳地の甌越（英語版）地域（現在のベトナム最北部および中国南部の一部）とこれより南部の雒越（現在のベトナム北部にある紅河デルタ）を統合して建国した[7]。蜀泮は甌雒の唯一の君主であり、安陽王（アンズオンヴオン、An Dương Vương）と名乗り、都を封渓（フォンケー、現在のハノイ市ドンアイン県コーロア）に置いた[8]。
- 南越国（ナムベト国, 趙朝, 趙氏南越国, Nam Việt, Triệu） - （前207年 - 前111年）、秦の元官僚[9] である漢人[10] の趙佗が、紀元前207年、秦滅亡の混乱に乗じて、番禺県に建国した。

## 北属期
- 北属期（漢から唐までの中国王朝支配期） - （前111年 - 938年）
  - ただし、以下に掲げる諸勢力は、中国王朝から一定の独立性を保ったか、或いは中国王朝に反乱を起して一定期間勢力を保ち、ベトナムの古典籍上で王朝或いはそれに類する特別な地位を認められたもの。現代ベトナムの歴史教育においては、これらのうち幾つかを独立王朝として扱うものもある。
- 第一次北属期（中国語版） - （前111年 - 39年）
- 徴氏（チュン氏, Trưng） - （40年 - 42年）
- 第二次北属期（中国語版） - （43年 - 544年）
  - 士氏（シ氏, Sĩ） - （187年 - 226年）
  - 248年、富田（タインホア省ハウロク）で趙氏貞が蜂起し、義軍を率い、九真郡にある呉の城を破壊し、交州の至る所へ打って出た[11]。
- 前李朝（リー朝, Lý） - （544年 - 602年）
- 第三次北属期（中国語版） - （602年 - 905年）
- 曲氏（クック氏, Khúc） - （906年 - 930年）
- 楊氏（ズオン氏, Dương） - （931年 - 937年）
- 矯氏（キュウ氏, Kiều） - （937年 - 938年）

## 独立王朝時代
- 呉朝（ゴー朝, Nhà Ngô） - （938年 - 966年）
  - 十二使君時代 -（944年 - 966年）
- 丁朝（ディン朝, Đinh） - （966年 - 979年）
  - ベトナムの史書は、この丁朝以降を連続した独立王朝時代として扱う。
- 前黎朝（レー朝, Nhà Tiền Lê） - （979年 - 1010年）

### 李朝
1009年 - 1225年。詳細は李朝（リー朝, 李氏大越国, Nhà Lý）を参照
1009年、李公蘊によって李朝大越国が建てられ、ベトナムにおける長期的な統一政権が成立した。都はハノイに定められた。李朝は豪族の連合政権的な性格が強く、中国から諸制度の受容を図るが、中央集権的な統治体制を築き上げるまでには至らなかった。
この時代より南進が進められた。

### 陳朝
1225年 - 1400年。詳細は 陳朝（チャン朝, 陳氏大越国, Nhà Trần）を参照
1225年、陳氏によって李朝は滅ぼされ、陳朝大越国が成立した。13世紀後半には3度に渡るモンゴルの侵攻を受けるが（モンゴルのベトナム侵攻）、陳興道らの活躍によって撃退した。1288年の白藤江の戦い (1288年)で敗北した元軍は敗走した。
陳朝の時代には、民族文字としてのチュノムが作られたほか、史書『大越史記』の編纂も行われた。
- 胡朝（ホー朝, 胡氏大虞国, Nhà Hồ） - （1400年 - 1406年）
- 属明期 - （1406年 - 1428年）

### 黎朝
1428年～1527年。詳細は 黎朝（レー朝, 黎氏大越国, Nhà Lê）を参照
1407年から1427年にかけてベトナムは明に服属していたが（第四次北属期）、黎利（黎太祖）によって独立が回復された。ベトナム南部にまで勢力を拡大して繁栄したが、のちに北部の鄭氏政権と南部の阮氏政権（広南王国）へと分裂した。
- 分裂期
  - 莫朝（マク朝, Nhà Mạc） - （1527年 - 17世紀）
  - 中興黎朝（中興レー朝, 後期黎朝, Nhà Lê） - （1532年 - 1786年）
    - 鄭氏政権（チン氏政権, 東京鄭氏, 北河, Trịnh, Đàng Ngoài） - （1600年 - 1786年）
    - 阮氏政権（グエン氏政権, 広南阮氏, 南河, Nguyễn, Đàng Trong） - （16世紀 - 1777年）

1788年、ドンダーの戦い（Battle of Đống Đa）で昭統帝が阮文恵率いる西山朝軍に敗れて清に亡命、これにより黎朝は滅亡した。

### 西山朝
1786年 - 1802年。詳細は 西山朝（タイソン朝, 西山阮氏, 阮氏大越国, Nhà Tây Sơn）を参照

### 阮朝
1802年 - 1945年。詳細は 阮朝（グエン朝, 阮朝, 阮氏越南国, 阮氏大南, Nhà Nguyễn）を参照

## フランス領インドシナ
1887年 - 1945年。詳細はフランス領インドシナを参照
ベトナムの植民地化を図るフランスは、1883年の癸未条約・1884年の甲申条約によってベトナムを保護国化した。ベトナムへの宗主権を主張してこれを認めない清朝を清仏戦争で撃破し、1885年の天津条約で清の宗主権を否定した。1887年にはフランス領インドシナ連邦を成立させ、ベトナムはカンボジアとともに連邦に組み込まれ、フランスの植民地となった。阮朝は植民地支配下で存続していた。
1900年代になると、知識人の主導で民族運動が高まった。ファン・ボイ・チャウは、日本に留学生を送り出す東遊運動（ドンズー運動）を展開した。1917年にロシア革命によってソビエト連邦が成立すると、コミンテルンが結成され植民地解放を支援した。こうした中で、コミンテルンとの連携のもとでの民族運動が強まった。1930年にはインドシナ共産党が結成され、第二次世界大戦中のベトミン（ベトナム独立同盟）でもホー・チ・ミンのもとで共産党が主導的な役割を果たした。1930年に、2月にグエン・タイ・ホックらベトナム国民党がイエンバイ省でイエンバイ蜂起を起こし、その後、ゲアン省とハティン省でゲティン・ソヴィエト（ベトナム語: Xô Viết Nghệ Tĩnh、Nghe-Tinh soviet）の蜂起が起こった。

### 第二次世界大戦
1939年にヨーロッパで第二次世界大戦が勃発し、1940年6月22日にフランスが降伏すると、同年9月には降伏を受け入れたヴィシー・フランス側の承認の下に、日本軍がフランス領インドシナに進駐した（仏印進駐）。
行政権は依然としてフランス臨時政権が掌握していた。しかし臨時政府はインドシナでの日本軍との戦闘を計画しており日々日本軍と対立が明確になり、明号作戦が実施された。戦闘に惨敗し崩壊したフランス臨時政府から日本軍は行政権を剥奪し保大帝に継続する意思があるか確認の通知を行った。その後ベトナム帝国として1945年3月11日に独立を果たした。このベトナム帝国の成立は、阮朝が王政復古を果たした日でもあった。1944年秋から1945年春にかけて、ベトナム北部を中心に激しい飢饉が発生した（1945年ベトナム飢饉）。北部の凶作、収穫米の強制買い付け制度、戦略爆撃によって鉄道網が寸断されたこと、そしてフランス政庁が有効な対策を取ろうとしなかったこと、ベトナム共産主義者が米軍と結託し鉄道爆破などを行ったことが原因で5万から200万人に及ぶ人々が餓死した。飢饉の原因と死者数については様々な意見がある。フランスの植民地支配からの解放軍を自称していた日本に対する期待は完全に失われ、ベトミンの勢力が伸長するきっかけとなった。
8月14日に日本が降伏を予告すると、1945年8月14日から15日にインドシナ共産党の全国大会がタンチャオ（トゥエンクアン省）で開かれた。そこで、全国的な総蜂起が決定され、全国蜂起委員会が設立された。委員会は軍令第1号として全人民に決起を呼びかけた。次の16日に各界・各団体・各民族の代表が出席する国民大会が同地で開かれた。大会は全会一致で総決起に賛成し、ベトナム民族解放委員会を設立し、ホー・チ・ミンを主席に選出した。同主席は全国民に書簡で総決起を呼びかけた。
その3日後にベトナム八月革命が勃発し、ベトナム帝国皇帝バオ・ダイは8月30日に退位を宣言した。そして、9月2日には、ホー・チ・ミンは臨時政府を代表してベトナム独立宣言を厳かに読み上げ、国民と世界に向けてベトナム民主共和国の誕生を宣言した。

## 南北分断時代
1945年9月2日、日本の降伏によって第二次世界大戦は終わり、直ちにホー・チ・ミンを首班とする政府を樹立して独立を宣言したが、ベトナムは冷戦による分断世界の巷に巻き込まれた。大日本帝国に勝利した連合国側は先ず中英が進駐し、続いてフランスが進駐し傀儡政権を樹立、再度ベトナムを植民地化し、これに対する第一次インドシナ戦争が始まった。フランスは次第に追いつめられ最終的にディエンビエンフーの戦いに敗れて終結し1954年7月21日、ジュネーヴ協定の調印で決着した。この協定の調印によって、北緯17度線を境に両軍の兵力分離を図り全国統一選挙を実施することになったが、フランスの後を継いだアメリカがジュネーブ協定には参加せず協定の統一選挙実施をサボタージして傀儡政権維持を図ったことでベトナムは完全に南北に分断された。
そして、1965年2月7日、アメリカ軍による北爆によってベトナム戦争が始まった。ベトナム戦争の終わりは、1975年4月30日のサイゴン陥落によって、親米政権が倒された時であった。
尚、日本との和解は、ベトナム共和国（南ベトナム）が1959年、ベトナム民主共和国（北ベトナム）が1973年であった。
南北分断時代
- 北ベトナム - ベトナム民主共和国（1945年 - 1976年）
- 南ベトナム
  - ベトナム国（1949年 - 1955年）
  - ベトナム共和国（1955年 - 1975年）
  - 南ベトナム共和国（1968年 - 1976年）

## ベトナム社会主義共和国
ベトナムの現代は、1976年7月2日に、ベトナム社会主義共和国が成立して、統一ベトナムが実現した事に始まる。
1993年2月にはフランスとの和解を果たした。そして、1995年7月28日には東南アジア諸国連合に加入し、その直後の8月5日にはアメリカ合衆国との和解を果たした。
2021年にはグエン・フー・チョンがベトナム共産党中央執行委員会書記長に3選された。
2024年にはトー・ラムがベトナム共産党中央執行委員会書記長に選出された。

## 領域の変遷

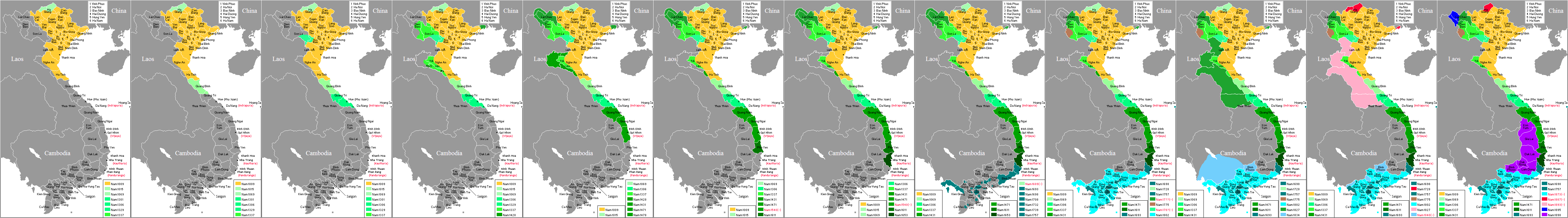
李朝（1009年）からフランス領インドシナ（1900年）までの領域の変遷